# هوارد باخراخ
هوارد باخراخ (انگلیسی: Howard Bachrach; ۲۱ مهٔ ۱۹۲۰ – ۲۶ ژوئن ۲۰۰۸) یک دانشمند در زمینه ویروس‌شناسی اهل ایالات متحده آمریکا بود.
وی همچنین برندهٔ جوایزی همچون نشان ملی علوم شده‌است.